# The Lure of Crooning Water
The Lure of Crooning Water er en britisk stumfilm fra 1920 af Arthur Rooke.

## Medvirkende
- Guy Newall som Horace Dornblazer
- Ivy Duke som Georgette
- Hugh Buckler som Dr. John Longden
- Douglas Munro som Yes Smith
- Mary Dibley som Rachel Dornblazer
- Lawford Davidson som Frank Howard
- Arthur Chesney som Gerald Pinkerton
- Winifred Sadler som Mrs. Dusenberry